# Saitonia
Saitonia és un gènere d'aranyes araneomorfes de la subfamilia Erigoninae, dins de la família Linyphiidae . Es pot trobar a la Xina, al Japó i a Corea del Sud.
Fou descrit per primera vegada per Kiril Ieskov l'any 1992.

## Llista d'espècies
Segons The World Spider Catalog 12.0:
- Saitonia kawaguchikonis Saito & Ono, 2001 – Xina, Japó
- Saitonia longicephala (Saito, 1988) – Japó
- Saitonia muscus (Saito, 1989) (Espècie tipus) – Japó
- Saitonia ojiroensis (Saito, 1990) – Japó
- Saitonia orientalis (Oi, 1960) – Japó
- Saitonia pilosus Seo, 2011 – Corea